# Enol
Enoly (též známé jako alkenoly) jsou alkeny s hydroxylovou skupinou navázanou na jeden z uhlíkových atomů tvořících dvojnou vazbu. Slova enol a alkenol jsou jazykovou kontaminací slov alken (nebo jen "-en", přípony používané u alkenů) a alkohol (který reprezentuje hydroxylovou skupinu u enolů). Soli enolů se nazývají enoláty.

## Reaktivita
Enoly (a enoláty) jsou důležité meziprodukty v mnoha organických reakcích.
Dvojná vazba enolů je elektronově bohatá, takže se chovají nukleofilně a jsou náchylné na reakce s elektrofilními činidly. Díky konjugaci elektronového páru kyslíku s dvojnou vazbou jsou dokonce reaktivnější než alkeny. Pokud bude elektrofilem například molekula bromu, nejprve se na dvojnou vazbu naváže Br+, následně dojde k odštěpení protonu z kyslíku a vznikne substituovaná karbonylová sloučenina. Pokud jsme pak vytvořili enol přesmykem z původní karbonylové sloučeniny, je tato reakce prakticky mezikrokem při vysoce selektivní substituci v α poloze.

## Keto-enol tautomerie
Enoly a karbonylové sloučeniny (například ketony a aldehydy) jsou ve skutečnosti izomery; tento jev se označuje jako keto-enol tautomerie:
Enolová forma je na pravé straně. Je obvykle nestabilní, nevydrží dlouho a přechází na keto formu (keton) zobrazenou na levé straně. To proto, že kyslík má větší elektronegativitu než uhlík a tvoří tedy silnější vícenásobné vazby. Proto je dvojná vazba uhlík–kyslík (karbonyl) více než dvakrát silnější než jednoduchá vazba stejných prvků, kdežto dvojná vazba uhlík–uhlík je slabší než dvě jednoduché vazby uhlíkových atomů.
(Mono)enolová forma převládá pouze u 1,3-dikarbonylových a 1,3,5-trikarbonylových sloučenin. Důvodem je, že rezonance a mezimolekulární vodíkové vazby, které se vyskytují u enolů, nejsou u keto formy možné. Proto je v ekvilibriu (rovnovážném stavu) více než 99 % molekul propandialu (OHCCH2CHO) ve formě monoenolu. U 1,3-aldehydketonů a diketonů je podíl menší. 
Obě formy ovšem obsahují různé funkční skupiny.